# Battice
Cet article possède un paronyme, voir Bâtisse.
Battice, en wallon Batice, est une section de la ville belge de Herve, située en Région wallonne dans la province de Liège.
C'était une commune à part entière avant la fusion des communes de 1977, composée des villages suivants : Battice, Bruyères, José et Manaihant. 

## Étymologie
Le nom du village viendrait de batiches qui désignait autrefois des terres assujetties à redevances.
Il est également à noter qu'on appelait parfois batis´ le lieu situé devant les fermes où l'on battait le blé, et aux placettes devant certains hameaux.

## Géographie

### Quelques lieux-dits
(juillet 2025).
Si vous disposez d'ouvrages ou d'articles de référence ou si vous connaissez des sites web de qualité traitant du thème abordé ici, merci de compléter l'article en donnant les références utiles à sa vérifiabilité et en les liant à la section « Notes et références ».
Beauregard, Bois de Herve, Xhéneumont.
Paroisse : Battice, José, Manaihant et Bruyères.

## Évolution démographique
- Sources : INS, Rem. : 1831 jusqu'en 1970 = recensements, 1976 = nombre d'habitants au 31 décembre.
- 1869: Scission de Chaineux (1542 habitants) érigée en commune indépendante

## Histoire
Le 6 août 1914 les 16e RI et le 165e RI de l'armée impériale allemande y passèrent 33 civils par les armes, y détruisant 147 maisons lors des atrocités allemandes commises au début de la Première guerre mondiale,. 
Construit en 1934, le Fort de Battice faisait partie de la ceinture fortifiée de Liège. Il opposa une défense héroïque à l'armée allemande en mai 1940.
La commune de Battice, qui entoure la Ville de Herve, est fusionnée avec celle-ci en 1977.

## Liste des bourgmestres de 1830 à 1977
- Georges Gramme, de 1959 à 1976, (PSC).

## Patrimoine et culture

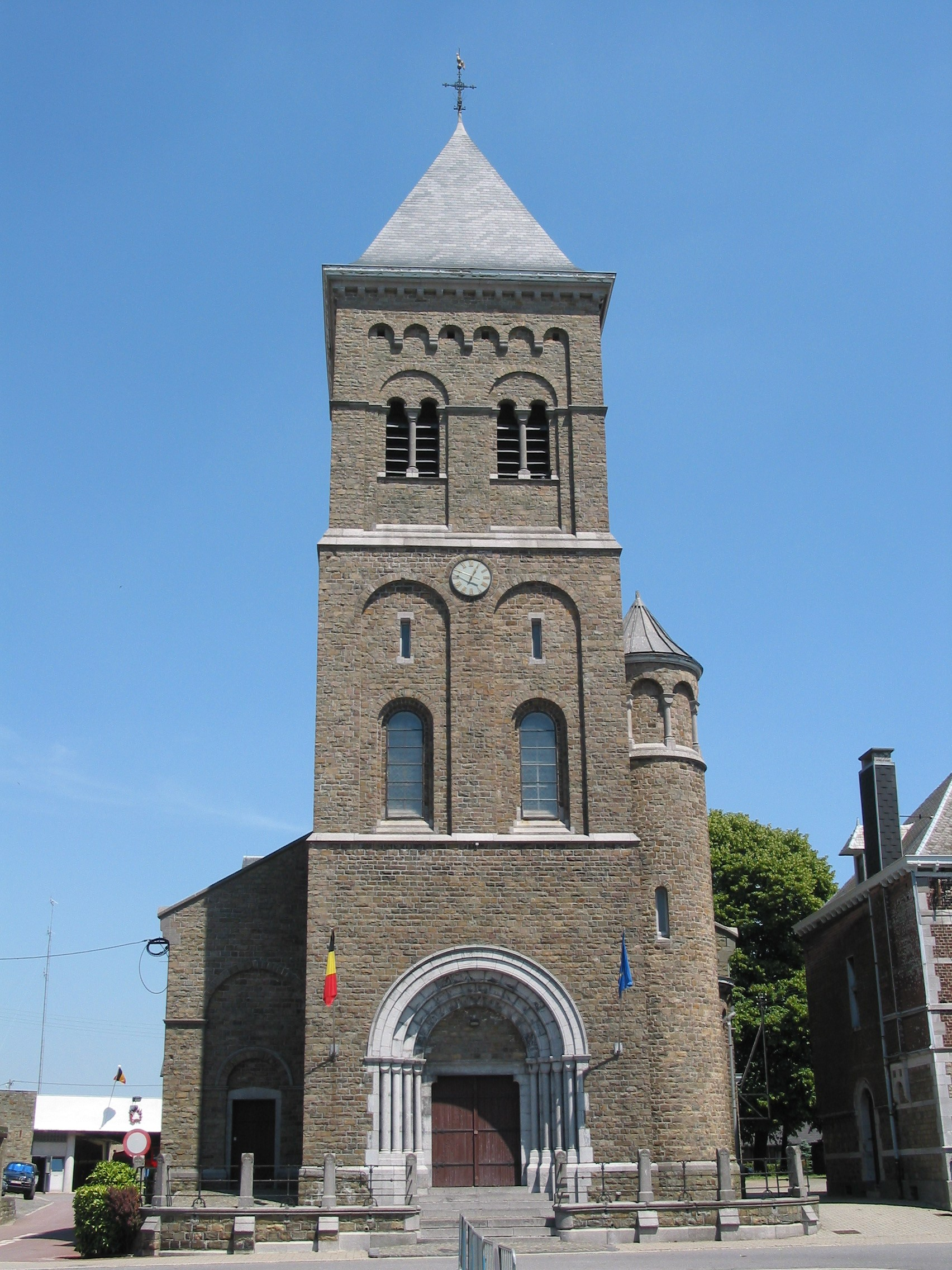
L'église Saint-Vincent de Paul.

- Château de Crèvecœur
- Château de Rosmel[6], démoli en 1906[7]